# Pierino Azimonti
Pierino Azimonti (Sacconago, 22 dicembre 1909 – 6 luglio 1991) è stato un politico italiano, deputato della Repubblica Italiana durante la III e V legislatura, e senatore nella VI legislatura.